# Ardian Vehbiu
Ardian Vehbiu (Tirana, 1959) è uno scrittore e traduttore albanese.

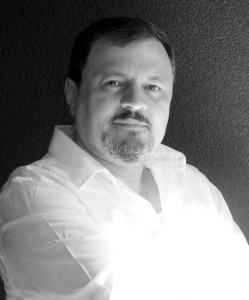
Nel 2015

Ora risiede a New York. È autore di diversi libri di saggistica e narrativa. Egli è il vincitore del premio nazionale non-fiction "Gjergj Fishta" nel 2009 con il suo libri "Shqipja totalitare" (2009).
Scrive articoli per la stampa albanese. Vehbiu ha tradotto opere dal albanese al italiano, oltre che da italiano, francese e inglese in albanese.

## Controversie riguardo Kadare
Vehbiu e riconosciuto come uno dei critici più accesi della persona di Ismail Kadare; nel corso degli anni Vehbiu è stato al centro dell'attenzione e ha sollevato polemiche riguardo Kadare e la sua persona, attraverso articoli nella stampa albanese o scrivendo nel suo blog personale Peizazhe.com. Alfred Lela in un articolo nel giornale MAPO tentando di fare una classificazione, divide i detrattori di Kadare in due gruppi: filo-sovietici e ottomanisti. Una separazione simile viene fatta anche da altri giornalisti, scrittori e critici, tenendo conto anche delle precedenti polemiche di Kadare con Rexhep Qosja - in riferimento all'identità degli albanesi - in cui questo ultimo sostiene che gli albanesi hanno radici asiatico-orientali, a differenza di Kadare che racconta di un'identità europea degli albanesi.

## Opere
- Fjalë për fjalë, saggi di linguistica (Tiranë, Çabej, 2017)
- Kusuret e zotit Shyti, fiction (Tiranë, Dudaj, 2017)
- Ndërhyrjet e zotit Shyti, fiction (Tiranë, Dudaj, 2016)
- BOLERO, Romanzo (Tiranë, Dudaj, 2015)
- Gjashtëdhjetë e gjashtë rrëfimet e Maks Gjerazit, racconti (Tiranë, K & B, 2010, ribotuar nga Dudaj, 2012)
- Sende që nxirrte deti: Saggi. (Tiranë, Dudaj, 2013)
- Kundër purizmit: Polemica linguistica (Tiranë, Dudaj, 2012)
- Folklori i elitave, saggi (Tiranë: Morava, 2009)
- Fraktalet e shqipes: Rrëgjimi i gjeometrive të standardit, saggi (Tiranë: Çabej, 2007)
- Shqipja totalitare: Tipare të ligjërimit publik në Shqipërinë e viteve 1945-1990, saggio (Tiranë: Çabej, 2007)
- Midis zhgënjimit dhe mitit: Realitete amerikane, saggi (Tiranë: Max, 2007)
- Kuzhinat e kujtesës: Saggi critici II (Elbasan: Sejko, 2006)
- Zhargonet e kombit: Saggi critici I (Elbasan: Sejko, 2004)
- Kulla e sahatit, Saggio (Tiranë: K & B, 2003)
- La Scoperta Dell'Albania: Gli albanesi secondo i mass media (co-autore Rando Devole, Milano, Edizioni Paoline, 1996)